# 梁有年
梁有年（？—1614年），字书之，號惺田，廣東順德縣杏坛镇古朗人，明朝政治人物。進士出身。

## 生平
萬曆二十二年（1594年）甲午科舉人，二十三年（1595年）联捷乙未科進士，授翰林院庶吉士，入院读书，升检讨，丁憂歸，服闋，二十八年八月選授吏科给事中，本年管太仓银库，本年巡视光禄寺，三十年巡视皇城，本年升户科右，巡视京营，本年巡视皇城，三十一年浙江主考，本年巡视光禄，三十三年管十庫，本年十二月升禮科左。萬曆三十四年（1606年）奉使朝鲜，赐一品服，推卻馈金。三十四年正月升刑科都给事中，三十五年外放任山东霸州兵备参政，三十八年五月升河南按察使，調湖广按察使，四十年八月升浙江右布政使。以荐擬升鄖陽巡撫，四十二年以丁忧归，旋卒
。

## 著作
有《疏草》及《使东方集》。

## 家族
曾祖梁國林。祖父梁祖華。父梁夜。